# Canton d'Écury-sur-Coole
Le canton de Écury-sur-Coole était une division administrative française située dans le département de la Marne et la région Champagne-Ardenne. Il a été supprimé par le décret n°2014-208 du 21 février 2014 portant délimitation des cantons dans le département de la Marne, les communes le composant étant désormais réparties entre les cantons de Châlons-en-Champagne II, Châlons-en-Champagne III et Vertus-Plaine champenoise.

## Géographie
Ce canton était organisé autour de Écury-sur-Coole dans l'arrondissement de Châlons-en-Champagne. 

## Représentation

### Conseillers généraux de 1833 à 2015
| Période | Période      | Identité                                                       | Étiquette              | Qualité |
| ------- | ------------ | -------------------------------------------------------------- | ---------------------- | --- |
| 1833    | 1848         | Jean-Louis Dozon-Houreau                                       | Majorité ministérielle | Député (1831-1848), conseiller à la Cour royale de Paris |
| 1848    | 1871         | Antoine Hyacinthe Bertrand de Maconcourt, dit Bertrand-Lemaire |                        | Ancien juge suppléant au Tribunal civil d'Épernay, propriétaire à Chalons, conseiller d'arrondissement |
| 1871    | 1873 (décès) | Pierre-Louis Coliquet (1802-1873)                              |                        | Meunier, négociant en grains à Saint-Quentin-sur-Coole |
| 1874    | 1882 (décès) | Comte René du Boys de Riocour                                  | Droite                 | Propriétaire Maire de Vitry-la-Ville, ancien conseiller d'arrondissement |
| 1883    | 1892         | Alfred Lequeux                                                 | Droite                 | Maire de Villers-aux-Corneilles |
| 1892    | 1898         | Emile Roze                                                     | Républicain            | Notaire, maire d'Ecury-sur-Coole (1884 → 1906) |
| 1898    | 1934         | Eugène Lancelot                                                | Rad.                   | Propriétaire, maire d'Aulnay-sur-Marne, conseiller d'arrondissement |
| 1934    | 1940         | Pol Bayen (1876-1964)                                          | Rad.                   | Cultivateur Conseiller municipal d'Aulnay-sur-Marne Nommé conseiller départemental en 1943 |
|         |              |                                                                |                        | |
| 1945    | 1949         | Pol Bayen                                                      | Rad.                   | Conseiller municipal d'Aulnay-sur-Marne |
| 1949    | 1961         | Paul Anxionnaz                                                 | Rad. puis PSU          | Ingénieur - professeur de mathématiques Ancien conseiller général du Canton de Moûtiers (Savoie) (1937-1940) Député de la Marne (1946 → 1951 et 1956 → 1958) Secrétaire d'État (1956 → 1957) Conseiller municipal de Châlons-sur-Marne (1951 → 1956) |
| 1961    | 1973         | Gérard Geneaux                                                 | MRP puis CD            | Agriculteur Maire de Coupetz |
| 1973    | 1998         | Charles Douillet                                               | CDP puis UDF           | Négociant et agriculteur à Jâlons |
| 1998    | 2015         | Daniel Collard                                                 | DVD                    | Agriculteur Maire de Thibie (1995 → 2008) Président de la CC de Jâlons ( ? → 2013) |

### Conseillers d'arrondissement (de 1833 à 1940)
Le canton d'Écury avait deux conseillers d'arrondissement jusqu'en 1926.
| Période                                  | Période | Identité                                                       | Étiquette   | Qualité |
| ---------------------------------------- | ------- | -------------------------------------------------------------- | ----------- | --- |
| 1833                                     | 1839    | Antoine Joseph Louis Dubois de Riocour (1783-1854)             |             | Maire de Vitry-la-Ville                                                                                     |
| 1833                                     | 1845    | M. Lemaire-Michel                                              |             | Ancien contrôleur des contributions directes, propriétaire à Châlons-sur-Marne                              |
| 1839                                     | 1845    | Alexandre Marin Lecointe-Bession (1786-1856)                   |             | Maire d'Écury-sur-Coole                                                                                     |
| 1845                                     | 1848    | Antoine Hyacinthe Bertrand de Maconcourt, dit Bertrand-Lemaire |             | Juge suppléant au Tribunal civil d'Épernay                                                                  |
| 1845                                     | 1848    | Comte puis Baron René du Boys de Riocour (1813-1882)           |             | Maire de Vitry-la-Ville                                                                                     |
|                                          |         |                                                                |             | |
| 1852                                     |         | M. Darce                                                       |             | |
|                                          |         |                                                                |             | |
| 1892                                     | 1898    | Eugène Lancelot                                                | Républicain | Propriétaire, maire d'Aulnay-sur-Marne                                                                      |
|                                          |         |                                                                |             | |
| 1937                                     | 1940    | Pierre Guérin-Champagne                                        | Radical     | Industriel, maire de Cheppes-la-Prairie (1935-1965)                                                         |
| 1940                                     |         |                                                                |             | Les conseils d'arrondissement ont été suspendus par la loi du 12 octobre 1940 et n'ont jamais été réactivés |
| Les données manquantes sont à compléter. |         |                                                                |             | |

## Composition
Le canton de Écury-sur-Coole regroupait 26 communes et comptait 6 757 habitants (recensement de 1999 sans doubles comptes).
| Communes                | Population (2012) | Code postal | Code Insee |
| ----------------------- | ----------------- | ----------- | ---------- |
| Athis                   | 758               | 51150       | 51018      |
| Aulnay-sur-Marne        | 214               | 51150       | 51023      |
| Breuvery-sur-Coole      | 200               | 51240       | 51087      |
| Bussy-Lettrée           | 240               | 51320       | 51099      |
| Cernon                  | 120               | 51240       | 51106      |
| Champigneul-Champagne   | 242               | 51150       | 51117      |
| Cheniers                | 73                | 51510       | 51146      |
| Cheppes-la-Prairie      | 177               | 51240       | 51148      |
| Cherville               | 91                | 51150       | 51150      |
| Coupetz                 | 65                | 51240       | 51178      |
| Écury-sur-Coole         | 391               | 51240       | 51227      |
| Faux-Vésigneul          | 232               | 51320       | 51244      |
| Jâlons                  | 552               | 51150       | 51303      |
| Mairy-sur-Marne         | 564               | 51240       | 51339      |
| Matougues               | 644               | 51510       | 51357      |
| Nuisement-sur-Coole     | 270               | 51240       | 51409      |
| Saint-Martin-aux-Champs | 81                | 51240       | 51502      |
| Saint-Pierre            | 234               | 51510       | 51509      |
| Saint-Quentin-sur-Coole | 59                | 51240       | 51512      |
| Sogny-aux-Moulins       | 119               | 51520       | 51538      |
| Soudron                 | 297               | 51320       | 51556      |
| Thibie                  | 277               | 51510       | 51566      |
| Togny-aux-Bœufs         | 161               | 51240       | 51574      |
| Vatry                   | 102               | 51320       | 51595      |
| Villers-le-Château      | 253               | 51510       | 51634      |
| Vitry-la-Ville          | 341               | 51240       | 51648      |

## Démographie
| 1962  | 1968  | 1975  | 1982  | 1990  | 1999  | 2009 |
| ----- | ----- | ----- | ----- | ----- | ----- | ---- |
| 4 841 | 5 393 | 5 553 | 6 397 | 6 728 | 6 757 | -    |